# Райнхард фон Изенбург-Бюдинген-Бирщайн
Райнхард фон Изенбург-Бюдинген-Бирщайн (на немски: Reinhard von Isenburg-Büdingen-Birstein; * 1518; † 28 февруари 1568 в Офенбах на Майн), от род Изенберг е от 1533 до 1568 г. граф на Изенбург-Бюдинген, Офенбах на Майн, Драйайх и Бирщайн.
Той е най-възрастният син на граф Йохан V фон Изенбург-Бюдинген-Бирщайн (1476 – 1533) и съпругата му графиня Анна фон Шварцбург-Бланкенбург (1497 – 1546).
Брат е на Филип II (1526 – 1596), граф на Изенбург-Бюдинген в Бирщайн (1533 – 1596) и на Лудвиг III (1529 – 1588).
Райнхард няма мъжки наследник. Той умира на 28 февруари 1568 г. в Офенбах и е погребан там.

## Фамилия
Райнхард се жени през 1542 г. за графиня Елизабет фон Валдек-Вилдунген (* 10 декември 1525; † 30 март 1543 в дворец Валдек), дъщеря на граф Филип IV фон Валдек-Вилдунген (1493 – 1574) и първата му съпруга графиня Маргарета от Източна Фризия (1500 – 1537). Те имат една дъщеря:
- Маргарета фон Изенбург-Бирщайн (1542 – 1613), омъжена I. на 6 септември 1564 г. за граф Балтазар фон Насау-Висбаден-Идщайн (1520 – 1568), II. на 24 май 1570 г. в Бюдинген за граф Георг I фон Лайнинген-Вестербург (1533 – 1586)

Райнхард се жени втори път пр. 4 май 1551 г. в Рудолщат за Маргарета фон Мансфелд (* ок. 1520; † 1573), дъщеря на граф Гебхард VII фон Мансфелд-Мителорт (1478 – 1558) и Маргарета фон Глайхен-Бланкенхайн (ок. 1490 – 1567). Те нямат деца.